# Kozma Péter (politikus)
Kozma Péter (Kisvárda, 1959. szeptember 5. – 2017. március 4.) politikus, országgyűlési képviselő.

## Élete
Általános iskolai tanulmányait Ajakon végezte. A kisvárdai Szent László Gimnáziumban érettségizett 1978-ban. Az Eötvös Loránd Tudományegyetem Állam- és Jogtudományi karán szerzett jogi abszolutóriumot. Első munkahelye a Vásárosnaményi Városi Tanács Igazgatási Osztálya volt. 1986 és 1990 között a Szamosmenti Állami Tangazdaság főosztályvezető-helyettese, 1990 és 1998 között Nyírkáta községben jegyzőként dolgozott.
Az 1998. évi országgyűlési választásokon a Szabolcs-Szatmár-Bereg Megyei 6. számú, nyírbátori központú választókerület országgyűlési képviselő-jelöltje volt. Mandátumot a területi lista második helyéről szerzett. 2002-ben ismét országgyűlési képviselő lett. 2006 és 2010 között a Szabolcs-Szatmár-Bereg Megyei Közgyűlés alelnöke volt. 2010-ben ismét országgyűlési képviselővé választották. Három országgyűlési képviselői ciklusa során a területfejlesztési bizottság, az alkotmány- és igazságügyi bizottság, valamint a mentelmi-, összeférhetetlenségi és mandátumvizsgáló bizottság munkájában vett részt.
2014. július 1-jétől 2017. január 15-ig a Szabolcs-Szatmár-Bereg Megyei Kormányhivatal kormánymegbízottja volt.